# Dean Stockwell
Dean Stockwell (n. 5 martie 1936, Los Angeles, California, SUA – d. 7 noiembrie 2021, Whangārei⁠(d), Northland, Noua Zeelandă) a fost un actor de film și de televiziune din Statele Unite ale Americii, care a primit de două ori premiul pentru cel mai bun actor la Festivalul Internațional de Film de la Cannes.

## Filmografie

### Film
| An   | Titlu                                    | Rol                            | Note |
| ---- | ---------------------------------------- | ------------------------------ | --- |
| 1945 | The Horn Blows at Midnight               | N/A                            | |
| 1945 | The Valley of Decision                   | Paulie                         | |
| 1945 | Anchors Aweigh                           | Donald Martin                  | |
| 1945 | Abbott and Costello in Hollywood         | Dean                           | Nem. |
| 1946 | The Green Years                          | Robert Shannon                 | |
| 1946 | Home, Sweet Homicide                     | Archie Carstairs               | |
| 1947 | The Mighty McGurk                        | Nipper                         | |
| 1947 | The Arnelo Affair                        | Ricky Parkson                  | |
| 1947 | The Romance of Rosy Ridge                | Andrew MacBean                 | |
| 1947 | A Really Important Person                | Billy Reilly                   | Scurtmetraj |
| 1947 | Song of the Thin Man                     | Nick Charles, Jr.              | |
| 1947 | Gentleman's Agreement                    | Tommy Green                    | Golden Globe Award for Best Juvenile Actor |
| 1948 | Deep Waters                              | Donny Mitchell                 | |
| 1948 | The Boy with Green Hair                  | Peter Fry                      | |
| 1949 | Some of the Rest                         | N/A                            | Scurtmetraj |
| 1949 | Down to the Sea in Ships                 | Jed Joy                        | |
| 1949 | The Secret Garden                        | Colin Craven                   | |
| 1950 | Stars in My Crown                        | John Kenyon                    | |
| 1950 | The Happy Years                          | John Humperdink Stover         | |
| 1950 | Kim                                      | Kim                            | |
| 1951 | Cattle Drive                             | Chester Graham, Jr.            | |
| 1957 | Gun for a Coward                         | Hade Keough                    | |
| 1957 | The Careless Years                       | Jerry Vernon                   | |
| 1959 | Compulsion                               | Judd Steiner                   | Best Actor Award (Cannes Film Festival) |
| 1960 | Sons and Lovers                          | Paul Morel                     | Nominalizare – Golden Globe Award for Best Actor – Motion Picture Drama |
| 1962 | Long Day's Journey Into Night            | Edmund Tyrone                  | Best Actor Award (Cannes Film Festival) |
| 1965 | Rapture                                  | Joseph                         | |
| 1968 | Psych-Out                                | Dave                           | |
| 1970 | The Dunwich Horror                       | Wilbur Whateley                | |
| 1971 | The Last Movie                           | Billy the Kid                  | |
| 1972 | The Loners                               | Stein                          | |
| 1973 | The Werewolf of Washington               | Jack Whittier                  | |
| 1975 | The Pacific Connection                   | Miguel                         | |
| 1975 | Win, Place or Steal                      | Billy                          | |
| 1975 | Eadweard Muybridge, Zoopraxographer      | Narator                        | |
| 1976 | Citizen Soldier                          |                                | |
| 1976 | Tracks                                   | N/A                            | |
| 1976 | One Away                                 | Pete Bass                      | |
| 1976 | Won Ton Ton, the Dog Who Saved Hollywood | Paul Lavell                    | |
| 1979 | Alsino and the Condor                    | Frank                          | |
| 1982 | Wrong Is Right                           | Hacker                         | |
| 1982 | Human Highway                            | Otto Quartz                    | |
| 1984 | Paris, Texas                             | Walt Henderson                 | |
| 1984 | Dune                                     | Doctor Wellington Yueh         | |
| 1985 | To Kill a Stranger                       | N/A                            | |
| 1985 | Papa Was a Preacher                      | John                           | |
| 1985 | The Legend of Billie Jean                | Muldaur                        | |
| 1985 | To Live and Die in L.A.                  | Bob Grimes                     | |
| 1986 | Blue Velvet                              | Ben                            | |
| 1987 | The Time Guardian                        | Boss                           | |
| 1987 | Banzai Runner                            | Billy Baxter                   | |
| 1987 | Gardens of Stone                         | Capt. Homer Thomas             | |
| 1987 | Beverly Hills Cop II                     | Chip Cain                      | |
| 1988 | Smokescreen                              | N/A                            | |
| 1988 | The Long Haul                            | N/A                            | |
| 1988 | The Blue Iguana                          | Detective Carl Strick          | |
| 1988 | Tucker: The Man and His Dream            | Howard Hughes                  | Boston Society of Film Critics Award for Best Supporting Actor National Society of Film Critics Award for Best Supporting Actor New York Film Critics Circle Award for Best Supporting Actor |
| 1989 | Married to the Mob                       | Anthony "Tony the Tiger" Russo | Boston Society of Film Critics Award for Best Supporting Actor Kansas City Film Critics Circle Award for Best Supporting Actor National Society of Film Critics Award for Best Supporting Actor New York Film Critics Circle Award for Best Supporting Actor Nominalizare – Academy Award for Best Supporting Actor Chicago Film Critics Association Award for Best Supporting Actor |
| 1989 | Buying Time                              | Detective Novak]]              | |
| 1990 | Limit Up                                 | Peter Oak                      | |
| 1990 | Sandino                                  | Captain Hatfield               | |
| 1990 | Catchfire                                | N/A                            | |
| 1992 | Friends and Enemies                      | Freddie                        | |
| 1992 | The Player                               | N/A                            | |
| 1994 | Chasers                                  | Andy Civella                   | |
| 1995 | Naked Souls                              | Duncan                         | |
| 1996 | Mr. Wrong                                | Jack Tramonte                  | |
| 1996 | Last Resort                              | Grey Wolf                      | |
| 1996 | Unabomber: The True Story                | Ben Jeffries                   | |
| 1997 | McHale's Navy                            | Capt. Wallace B. Binghampton   | |
| 1997 | Midnight Blue                            | Katz-Feeney                    | |
| 1997 | Living in Peril                          | William                        | |
| 1997 | Air Force One                            | Defense Secretary Walter Dean  | |
| 1997 | The Rainmaker                            | Judge Harvey Hale              | |
| 1998 | The Shadow Men                           | Stan Mills                     | |
| 1998 | Sinbad: The Battle of the Dark Knights   | Bophisto                       | |
| 1999 | Restraining Order                        | Charlie Mason                  | |
| 1999 | Water Damage                             | Det. Frank Skoufaris           | |
| 1999 | The Venice Project                       | Sen. Campbell                  | |
| 1999 | Rite of Passage                          | Del Farraday                   | |
| 2000 | The Flunky                               | Micky                          | |
| 2000 | Monopoly Men                             | N/A                            | |
| 2000 | Batman Beyond: Return of the Joker       | Tim Drake                      | |
| 2001 | Inferno                                  | Mayor Bill Klinger             | |
| 2001 | In Pursuit                               | Charles Welz                   | |
| 2001 | Italian Ties                             | N/A                            | |
| 2001 | CQ                                       | Dr. Ballard                    | |
| 2001 | The Quickie                              | Michael                        | |
| 2001 | Buffalo Soldiers                         | General Lancaster              | |
| 2004 | The Manchurian Candidate                 | Mark Whiting                   | |
| 2006 | The Deal                                 | Agent Tremayne                 | |
| 2007 | The Cool School                          | N/A                            | |
| 2013 | Max Rose                                 | Ben Tracey                     | |
| 2013 | C.O.G.                                   | Hobbs                          | |
| 2013 | Persecuted                               | Dave Wilson                    | |
| 2014 | Deep in the Darkness                     | Phil Deighton                  | Adaptare a cărții Deep in the Darkness |
| 2015 | Entertainment                            | Frank                          | |

### Televiziune
| An      | Titlu                                       | Rol                       | Note |
| ------- | ------------------------------------------- | ------------------------- | --- |
| 1956    | Matinee Theatre                             | N/A                       | 4 episoade |
| 1957    | Wagon Train                                 | Jimmy Drew                | Episodul: "The Ruth Owens Story" |
| 1957    | Wagon Train                                 | Juan Ortega               | Episodul: "The Juan Ortega Story" |
| 1958    | Cimarron City                               | Bud Tatum                 | Episodul: "Kid on a Calico Horse" |
| 1959    | Wagon Train                                 | Rodney Lawrence           | Episodul: "The Rodney Lawrence Story" |
| 1959    | Buick-Electra Playhouse                     | n/a                       | Episodul: "The Killers" |
| 1959    | Johnny Staccato                             | Dave                      | Episodul: "Nature of the Night" |
| 1960    | Checkmate                                   | Roddy Stevenson           | Episodul: "Cyanide Touch" |
| 1960    | The DuPont Show with June Allyson           | John Perry                | Episodul: "The Dance Man" |
| 1960    | Stagecoach West                             | N/A                       | Episodul: "Red Sand" |
| 1961    | Wagon Train                                 | Will Santee               | Episodul: "The Will Santee Story" |
| 1961    | The Twilight Zone                           | Lt. Katell                | Episodul: "A Quality of Mercy" |
| 1961    | Alfred Hitchcock Presents                   | Billy Weaver              | Episodul: "The Landlady" |
| 1963    | Combat!                                     | Rob Lawson                | Episodul: "High Named Today" |
| 1964    | Kraft Suspense Theatre                      | Martin Rosetti            | Episodul: "Their Own Executioners" |
| 1965    | Dr. Kildare                                 | Dr. Rudy Deveraux         | 6 episoade |
| 1969    | Bonanza                                     | Matthew Rush              | Episode: "The Medal" |
| 1971    | Paper Man                                   | Avery Jensen              | Film TV |
| 1971    | The Falling of Raymond                      | Raymond                   | Film TV |
| 1972    | Adventures of Nick Carter                   | Freddy Duncan             | Episod pilot nelansat |
| 1972    | Columbo                                     | Eric Wagner               | Episodul: "The Most Crucial Game" |
| 1973    | Mission: Impossible                         | Gunnar Malestrom          | Episodul: "The Pendulum" |
| 1973    | Night Gallery                               | Charlie Evans             | Episodul: "Whisper" |
| 1973    | The Streets of San Francisco                | Paul Thomas               | Episodul: "Legion of the Lost" |
| 1975    | Cop on the Beat                             | Det. Callan               | Film TV |
| 1975    | Columbo                                     | Lloyd Harrington          | Episodul: "Troubled Waters" |
| 1975    | Ellery Queen                                | Cliff Waddell             | Episodul: "The Adventure of the Blunt Instrument" |
| 1975    | Three for the Road                          | Ethan Crawford            | Episodul: "The Trail of Bigfoot" |
| 1977    | A Killing Affair                            | Kenneth Switzer           | Film TV |
| 1977    | Quinn Martin's Tales of the Unexpected      | Richard Ayres             | Episodul: "No Way Out" |
| 1978    | Greatest Heroes of the Bible                | Hissar                    | Episodul: "Daniel in the Lion's Den" |
| 1981    | Born to Be Sold                             | Marty Helick              | Film TV |
| 1983    | The A-Team                                  | Officer Collins           | Episodul: "A Small and Deadly War" |
| 1985    | Miami Vice                                  | Jack Gretsky              | Episodul: "Bushido" |
| 1987    | The Gambler, Part III: The Legend Continues | James McLaughlin          | Film TV |
| 1988    | Murder, She Wrote                           | Eliot Easterbrook         | Episodul: "Deadpan" |
| 1989–93 | Quantum Leap                                | Admiral Al Calavicci      | 97 episoade Golden Globe Award for Best Supporting Actor – Series, Miniseries or Television Film Viewers for Quality Television Award for Best Supporting Actor in a Quality Drama Series Nominated – Golden Globe Award for Best Supporting Actor – Series, Miniseries or Television Film (1991–93) Primetime Emmy Award for Outstanding Supporting Actor in a Drama Series (1990–93) Viewers for Quality Television Award for Best Supporting Actor in a Quality Drama Series |
| 1989    | The Twilight Zone                           | Martin Decker             | Episodul: "Room 2426" |
| 1990–92 | Captain Planet and the Planeteers           | Duke Nukem                | 10 episoade |
| 1991    | Son of the Morning Star                     | General Philip Sheridan   | Film TV |
| 1992    | Picket Fences                               | Phil Banks                | Episodul: "Pilot" |
| 1993    | Bonanza: The Return                         | Augustus Brandenburg      | Film TV |
| 1994    | Vanishing Son II                            | Mickey Jo                 | Film TV |
| 1994    | Justice in a Small Town                     | Commissioner Sam Caldwell | Film TV |
| 1994    | The Innocent                                | Capt. Jason Flaboe        | Film TV |
| 1994    | in the Line of Duty: The Price of Vengeance | Jack Lowe                 | Film TV |
| 1994    | Chicago Hope                                | Robert St. Clair          | Episodul: "Songs from the Cuckoo Birds" |
| 1994    | The New Adventures of Superman              | Presten Carpenter         | Episode: "The Rival" |
| 1995    | The Langoliers                              | Bob Jenkins               | 2 episoade |
| 1995    | The Man from Snowy River                    | Profesor Julius Waugh     | 2 episoade |
| 1995    | Nowhere Man                                 | Gus Shepherd              | Episodul: "You Really Got a Hold on Me" |
| 1997–98 | The Tony Danza Show                         | Frank DiMeo               | 14 episoade |
| 1998    | It's True                                   | Mr. Murphy                | Pilot nelansat |
| 1999    | What Katy Did                               | Tramp                     | Film TV |
| 1999    | The Drew Carey Show                         | Hal                       | Episodul: "Y2K, You're Okay" |
| 2002–04 | JAG                                         | Senator Edward Sheffield  | 11 episoade |
| 2002    | First Monday                                | Senator Edward Sheffield  | 3 episoade |
| 2002    | Star Trek: Enterprise                       | Colonel Grat              | Episodul: "Detained" |
| 2002    | Stargate SG-1                               | Doctor Kieran             | Episodul: "Shadow Play" |
| 2006–09 | Battlestar Galactica                        | John Cavil                | 14 episoade |
| 2009    | The Dunwich Horror                          | Dr. Henry Armitage        | Film TV |
| 2008    | Crash                                       | Frankie Navajo            | Episodul: "Los Muertos" |
| 2014    | Enlisted                                    | Dan                       | Episodul: "Vets" |
| 2014    | NCIS: New Orleans                           | Tom Hamilton              | Episodul: "Chasing Ghosts" |